# Tilly Losch

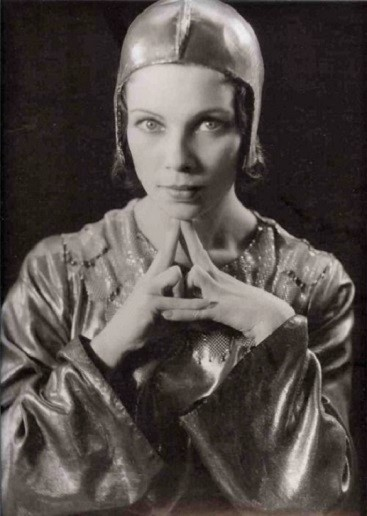
Tilly Losch (1931)

Tilly Losch (* 15. November 1903 in Wien; † 24. Dezember 1975 in New York City; gebürtig Ottilie Ethel Losch) war eine österreichische Tänzerin, Schauspielerin, Choreografin und Malerin.

## Leben

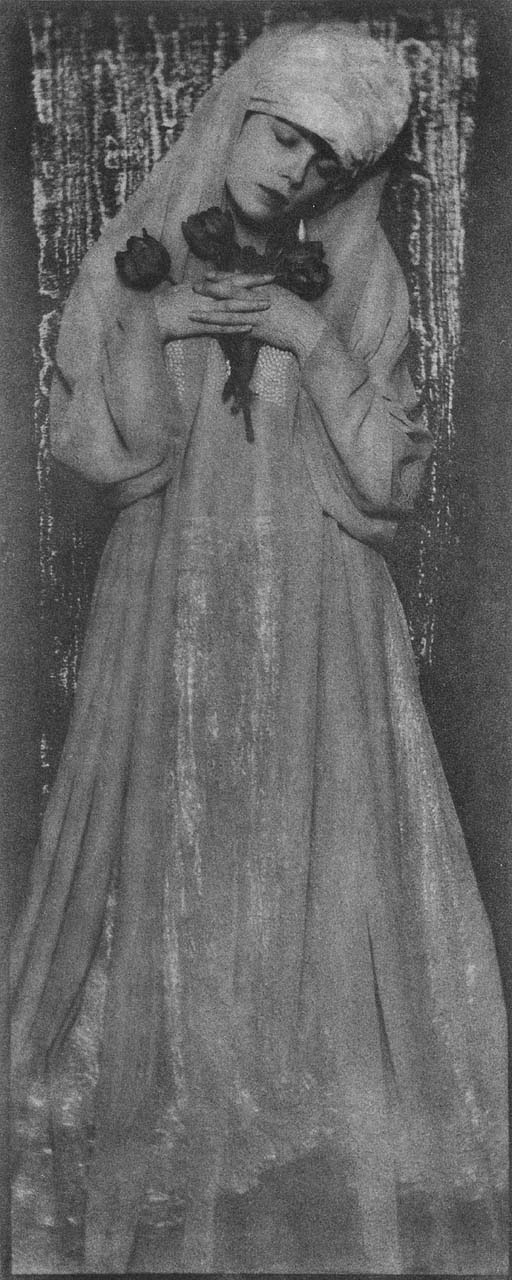
Tilly Losch,
Foto: Rudolf Koppitz, 1928

Sie trat 1913 in die Ballettschule der Wiener Hofoper ein und wurde am 1. März 1918 in das Corps de ballet und am 1. Februar 1921 in das Opernballett übernommen. Am 1. Januar 1924 wurde sie Solotänzerin der nunmehrigen Staatsoper. In Choreografien von Heinrich Kröller kreierte sie unter anderem die Prinzessin Teeblüte in der Uraufführung des Balletts Schlagobers am 9. Mai 1924 (Musik: Richard Strauss) sowie 1927 die Titelrolle in der Uraufführung Das lockende Phantom (Musik: Franz Salmhofer).
1927 wirkte sie in Max Reinhardts Inszenierung von Ein Sommernachtstraum bei den Salzburger Festspielen mit, für die sie auch die Choreografie schuf. Am 31. August 1927 beendete sie ihr Engagement an der Wiener Staatsoper.
Losch gab u. a. mit Toni Birkmeyer und Harald Kreutzberg Gastspiele und ging mit Reinhardt nach England. 1928 stand sie erstmals in London auf der Bühne, bald darauf in New York. Dort tanzte sie 1931 in The Bandwagon mit Fred Astaire und seiner Schwester Adele.
1930 heiratete sie den wohlhabenden Engländer Edward James. Dieser finanzierte das Ballettensemble „Les Ballets 1933“ unter der künstlerischen Leitung von George Balanchine. Als Ballerina einiger seiner Ballette kreierte sie u. a. Hauptrollen in Errante und, gemeinsam mit Lotte Lenya, Die sieben Todsünden (von Kurt Weill und Bertolt Brecht). Mit Lotte Lenya hatte sie in dieser Zeit ein Verhältnis. 1934 wurde sie von Edward James geschieden.
Bereits seit 1926 hatte sie sich, ermuntert von Max Reinhardt, dem Schauspiel zugewandt. Sie wirkte in Hollywood-Filmen mit und stand weiterhin in London und New York auf der Bühne. 1939 heiratete sie in zweiter Ehe Henry Herbert, 6. Earl of Carnarvon. Die nunmehrige Countess of Carnarvon wandte sich der Malerei zu und stellte 1944 in New York erstmals ihre Bilder aus. Die Ehe mit Herbert wurde 1947 wieder geschieden.
Tilly Losch erlag im Alter von 72 Jahren einem Krebsleiden. Ihr Grab befindet sich auf dem Gelände von Schloss Leopoldskron im Salzburger Stadtteil Riedenburg.

## Filmografie
- 1936: Der Garten Allahs (The Garden of Allah)
- 1937: Limelight
- 1937: Die gute Erde (The Good Earth)
- 1946: Duell in der Sonne (Duel in the Sun)